# Episodi di Legends of Tomorrow (quarta stagione)
La quarta stagione della serie televisiva DC's Legends of Tomorrow viene trasmessa in prima visione dall'emittente televisiva The CW dal 22 ottobre 2018 al 20 maggio 2019 ed è composta da 16 episodi e non da 18 come la precedente stagione.
In Italia va in onda dal 14 marzo al 27 giugno 2019 su Premium Action. In chiaro è stata trasmessa su Italia 1 dal 28 marzo 2020 nel day-time.
Durante questa stagione entrano nel cast principale Jes Macallan, Courtney Ford, Matt Ryan, e Ramona Young.
L'antagonista principale di questa stagione è il demone Neron nel corpo di Raymond Palmer
| n° | Titolo originale                       | Titolo italiano                     | Prima TV USA     | Prima TV Italia |
| -- | -------------------------------------- | ----------------------------------- | ---------------- | --------------- |
| 1  | The Virgin Gary                        | Gary il vergine                     | 22 ottobre 2018  | 8 marzo 2019    |
| 2  | Witch Hunt                             | Caccia alla strega                  | 29 ottobre 2018  | 15 marzo 2019   |
| 3  | Dancing Queen                          | Missione punk                       | 5 novembre 2018  | 28 marzo 2019   |
| 4  | Wet Hot American Bummer                | L'estate del primo bacio            | 12 novembre 2018 | 4 aprile 2019   |
| 5  | Tagumo Attacks!!!                      | Tagumo attacca!                     | 19 novembre 2018 | 11 aprile 2019  |
| 6  | Tender Is the Nate                     | Il tenero Nate                      | 26 novembre 2018 | 18 aprile 2019  |
| 7  | Hell No, Dolly!                        | Il bambolotto assassino             | 3 dicembre 2018  | 25 aprile 2019  |
| 8  | Legends of To-Meow-Meow                | Puppets of Tomorrow                 | 10 dicembre 2018 | 2 maggio 2019   |
| 9  | Lucha de Apuestas                      | Lucha de Apuestas                   | 1º aprile 2019   | 9 maggio 2019   |
| 10 | The Getaway                            | Via di fuga                         | 8 aprile 2019    | 16 maggio 2019  |
| 11 | Séance & Sensibility                   | Spirito e sentimento                | 15 aprile 2019   | 23 maggio 2019  |
| 12 | The Eggplant, the Witch & the Wardrobe | La melanzana, la strega e l'armadio | 22 aprile 2019   | 30 maggio 2019  |
| 13 | Egg MacGuffin                          | L'uovo MacGuffin                    | 29 aprile 2019   | 6 giugno 2019   |
| 14 | Nip \| Stuck                           | Destinazione inferno                | 6 maggio 2019    | 13 giugno 2019  |
| 15 | Terms of Service                       | Condizioni di utilizzo              | 13 maggio 2019   | 20 giugno 2019  |
| 16 | Hey, World!                            | Hey, world!                         | 20 maggio 2019   | 27 giugno 2019  |

## Gary il vergine
- Titolo originale: The Virgin Gary
- Diretto da: Gregory Smith
- Scritto da: Phil Klemmer e Grainne Godfree

### Trama
Le Leggende, dopo aver sconfitto Mallus e aver riparato l'ultimo Anacronismo, si ritrovano in una situazione per loro del tutto nuova: senza più una missione da compiere. Intanto Wally ha lasciato ufficialmente la squadra per ritornare alla sua vita normale. Mentre sono sulla Waverider annoiati, vengono convocati da Ava al Time Bureau. Le Leggende sono preoccupate che sia venuta a conoscenza del drago liberato nel finale della precedente stagione, ma la convocazione è in realtà una festa a sorpresa per premiare Sara e l’equipaggio per aver sistemato l’ultimo anacronismo. Durante la festa Mick e Nate, annoiati, decidono di commettere un furto e si recano così, all’insaputa di Rory, a casa dei genitori di Nate, finendo per essere coinvolti in una rimpatriata. Nel frattempo Sara e Ava sono a casa di quest'ultima, la quale chiede al capitano Lance di iniziare una convivenza, proposta che viene accettata. Le due vengono raggiunte di soppiatto da John Constantine, che dice a Sara di prepararsi perché c’è una battaglia in arrivo e gli avversari saranno creature magiche. John opera un incantesimo su delle ossa di un santo martire che, a suo dire, operano come una bacchetta da rabdomante per rilevare le intrusioni di creature che non sono di questo mondo. Quando però Ava si rende conto dell’intruso in casa sua, John viene allontanato da Sara con una scusa; una volta uscito Constantine, Sara vede le ossa muoversi. Ray e Zari si rendono conto che qualcosa non va e si recano a Woodstock nel 1969 durante la rivoluzione sessuale, dove Ray spera di trovare Nora Darhk di cui è innamorato. I due trovano in un bosco due cadaveri a cui è stato strappato il cuore e nel frattempo vengono raggiunti da Nate e Mick prima, e da Sara poi. Le Leggende scoprono che la causa di tutto è un unicorno, che si dimostra un animale tutt'altro che pacifico, quando davanti agli occhi di tutti carica una donna e la incorna, mangiandone il cuore. La creatura, dopo essere stata attaccata da Mick, spruzza le Leggende con un fluido fuoriuscito dal suo corno, che si rivelerà poi un potente liquido allucinogeno, che solo Sara riesce a evitare. Il capitano Lance si reca quindi da Constantine per chiedere il suo aiuto e a cui chiede di unirsi in maniera permanente alle Leggende. John, tramite il grimorio di Salomone, prepara un incantesimo per rispedire l’unicorno all’inferno. L’ingrediente finale dell’incantesimo è un vergine e le Leggende ingannano quindi il povero Gary. L’incantesimo ha successo e, nonostante Gary perda un capezzolo per un morso dell’unicorno, la creatura viene rimandata all’Inferno. Nate torna da suo padre, con cui ha un rapporto burrascoso, e gli propone di prendersi per la prima volta una birra insieme. John rifiuta l’offerta di Sara di unirsi alle Leggende; ma, dopo essere rimasto da solo, viene attaccato probabilmente da un demone, che scrive sullo specchio “Sto arrivando per te, Johnny”.
- Ascolti USA: telespettatori 1 000 000[4]

## Caccia alla strega
- Titolo originale: Witch Hunt
- Diretto da: Kevin Mock
- Scritto da: Keto Shimizu e Matthew Maala

### Trama
Le Leggende, a caccia di creature magiche, si ritrovano nel 1692 al tempo della caccia alle streghe, dove tentano di salvare Jane Howthorne dal rogo.
- Ascolti USA: telespettatori 940 000[5]

## Missione punk
- Titolo originale: Dancing Queen
- Diretto da: Kristin Windell
- Scritto da: James Eagan e Morgan Faust

### Trama
Le Leggende viaggiano nella Londra del 1977, dove la Regina sembra uscita di senno e il paese è nel caos. Ray viene inviato sotto copertura presso i The Smell, una band Punk che sembra essere all'origine dell'anomalia. Scopre che la loro leader, Charlie, è una mutaforma. Parlando con lei Ray capisce che non è cattiva, mentre le Leggende vorrebbero semplicemente inviarla all'inferno. Quando stanno per catturarla si trasforma in ognuno di loro e infine in Amaya, facendoli desistere. Charlie viene quindi portata sul Waverider e rinchiusa. 
- Ascolti USA: telespettatori 860 000[6]

## L'estate del primo bacio
- Titolo originale: Wet Hot American Bummer
- Diretto da: David Geddes
- Scritto da: Ray Utarnachitt e Tyron B. Carter

### Trama
Le Leggende piombano nel 1995, per infiltrarsi in un campo estivo di adolescenti. Devono indagare su delle misteriose sparizioni notturne di ragazzi.
- Ascolti USA: telespettatori 900 000[7]

## Tagumo attacca!
- Titolo originale: Tagumo Attacks!!!
- Diretto da: Alexandra La Roche
- Scritto da: Keto Shimizu e Ubah Mohamed

### Trama
Tokyo 1951. Sara, Zari, Rory e Charlie danno la caccia a un nuovo Fuggitivo che si nasconde nella baia davanti alla città. Intanto Constantine lotta per guarire.
- Ascolti USA: telespettatori 910 000[8]

## Il tenero Nate
- Titolo originale: Tender Is the Nate
- Diretto da: Dean Choe
- Scritto da: Phil Klemmer e Matthew Maala

### Trama
Nate convince suo padre Hank a salire sulla Waverider per mostrare il lavoro delle Leggende e convincerlo che combattono realmente creature magiche. Le Leggende coinvolgeranno Hank in una missione nella Parigi degli anni venti, dove dovranno catturare un nuovo fuggitivo magico. Nate inoltre scoprirà che a bordo della nave le Leggende hanno una mutaforma con le sembianze di Amaya.
- Ascolti USA: telespettatori 970 000[9]

## Il bambolotto assassino
- Titolo originale: Hell No, Dolly!
- Diretto da: April Mullen
- Scritto da: Grainne Godfree e Morgan Faust

### Trama
Mentre una nuova creatura magica attacca le Leggende, Constantine deve affrontare il suo tragico passato, ma questo può avere effetti devastanti sugli altri componenti della squadra. Intanto Mona ha un piccolo incidente con un collega che si rivelerà non proprio amichevole.
- Ascolti USA: telespettatori 930 000[10]

## Puppets of Tomorrow
- Titolo originale: Legends of To-Meow-Meow
- Diretto da: Ben Bray
- Scritto da: James Eagan e Ray Utarnachitt

### Trama
Constantine, Charlie/Amaya e Zari trasformata in gatto, viaggeranno nel tempo per sistemare la linea temporale incasinata da Constantine per cercare di salvare il suo amante Desmond. Ma di volta in volta le cose invece di migliorare peggiorano. Constantine capirà che l'unico modo di sistemare il tempo è lasciare che Desmond muoia.
- Ascolti USA: telespettatori 1 100 000[11]

## Lucha de Apuestas
- Titolo originale: Lucha de Apuestas
- Diretto da: Andrew Kasch
- Scritto da: Keto Shimizu e Tyron B. Carter

### Trama
Mona è accusata di aver fatto fuggire il Kaupe, ma in realtà lo ha salvato da un tentativo di sequestro da parte di agenti segreti. Le Leggende lo trovano a Città del Messico.
- Ascolti USA: telespettatori 920 000[12]

## Via di fuga
- Titolo originale: The Getaway
- Diretto da: Viet Nguyen
- Scritto da: Matthew Maala e Ubah Mohamed

### Trama
Insospettiti dal fatto che il Presidente Nixon, nel 1973, dica sempre la verità, Le Leggende, per capire cosa stia accadendo, lo rapiscono e fuggono a bordo di un camper.
- Ascolti USA: telespettatori 950 000[13]

## Spirito e sentimento
- Titolo originale: Séance & Sensibility
- Diretto da: Alexandra La Roche
- Scritto da: Grainne Godfree e Jackie Canino

### Trama
Tutta la squadra partecipa al funerale del padre di Nate. Nora rivela a Ray di non essere stata lei ad uccidere l'uomo, ma un demone.
- Ascolti USA: telespettatori 980 000[14]

## La melanzana, la strega e l'armadio
- Titolo originale: Tha Eggplant, the Witch & the Wardrobe
- Diretto da: Mairzee Almas
- Scritto da: Morgan Faust e Daphne Miles

### Trama
I componenti della squadra delle Leggende si rendono conto che sistemare la storia implica problemi maggiori di quelli che si aspettavano.
- Ascolti USA: telespettatori 850 000[15]

## L'uovo MacGuffin
- Titolo originale: Egg MacGuffin
- Diretto da: Chris Tammaro
- Scritto da: James Eagan e Tyron B. Carter

### Trama
Sara invia Zari e Nate in missione, nella New York del 1933, a cercare un fuggitivo. In realtà avranno a che fare con un uovo misterioso. Intanto il demone Neron si impossessa totalmente di Ray e Gary si unisce a lui.
- Ascolti USA: telespettatori 910 000[16]

## Destinazione inferno
- Titolo originale: Nip/Stuck
- Diretto da: David A. Geddes
- Scritto da: Ray Utarnachitt e Matthew Maala

### Trama
Il demone Neron ha preso stabile dimora nel corpo di Ray. Constantine, nel tentativo di combatterlo e liberare Ray, viene trascinato indietro nel tempo.
- Ascolti USA: telespettatori 940 000[17]

## Condizioni di utilizzo
- Titolo originale: Terms of Service
- Diretto da: April Mullen
- Scritto da: Grainne Godfree e Ubah Mohamed

### Trama
Sara e Ava escogitano un piano per riprendersi il Time Bureau. Le cose si mettono male e Zari e Charlie lavorano per scoprire il piano del demone Negrone
- Ascolti USA: telespettatori 990 000[18]

## Hey, world!
- Titolo originale: Hey, World!
- Diretto da: Kevin Mock
- Scritto da: Phil Klemmer e Keto Shimizu

### Trama
Le Leggende devono fermare Neron, che con Tabitha vuole impadronirsi del mondo. Constantine e Nora si fanno aiutare da Astra per trovare l'anima di Ray.
- Ascolti USA: telespettatori 1 050 000[19]